# NGC 1253
NGC 1253 في الفهرس العام الجديد، هو اصطدام مجري، يقع في كوكبة النهر. اكتشف في 20 سبتمبر 1784 بواسطة ويليام هيرشل.

## روابط خارجية
- NGC 1253 على موقع ويكي سكاي: DSS2, SDSS, GALEX, IRAS, Hydrogen α, X-Ray, Astrophoto, Sky Map, Articles and images